# حسين البادكوبي
السيد حسين بن رضا الحسيني اللاهيجي البادكوبي، أحد علماء الشيعة في القرن الرابع عشر الهجري وأحد المدرّسين لعلم الكلام والفلسفة و العرفان. ولد في العام 1293هـ في قرية خود دلان من قرى بادكوبة، وتوفي في 28 شوال من العام 1358هـ في النجف.

## حياته العلمية
تلقى مبادئ العلوم على أبيه، وبعد وفاة الأب انتقل إلى طهران حيث تلقى العلم لدى الميرزا أبي الحسن جلوة و الميرزا هاشم الأشكوري و غيرهما من أساتذة الفلسفة والكلام و العلوم الرياضيّة؛ ومن ثَمَّ سافر إلى النجف حيث درس الأصول والفقه على الآخوند الخراساني والشيخ حسن المامقاني، وبدأ هو أيضًا بتدريس العلوم النقلية والعقلية.
و يقول آقا برزك الطهراني في نقباء البشر إن البادكوبي لإحاطته بالنصوص الفلسفيّة والعرفانيّة و لمقدرته في التفهيم وحسن العرض والتقرير كان يُعدُّ أحد الأستاذين المتولّيَيْن زمام الفلسفة في النجف.

## طلابه
تربّى على يديه عدد كبير من التلاميذ، من بينهم السيد محمّد حسين الطباطبائي مؤلف التفسير المعروف الميزان (المتوفّى في العام 1981م) سائر طلابه:
| - سيد ابوالقاسم خويي (1317 ـ 1413 ه‍.ق.) - سيد محمدحسين طباطبايي (1321 ـ 1402 ه‍.ق.). - سيد محمدحسن الهي طباطبايي (1325 ـ 1388 ه‍.ق.). - سيد مرتضي مرعشي نجفي (1325 ـ 1416 ه‍.ق.). - سيد محمد بادكوبه‌اي (1285 ـ 1389ه‍.ق.). - علي أكبر آقا مرندي (1314 ـ 1415ه‍.ق.). | - مجتبي لنكراني (متوفاي 1406 ه‍.ق.). - سيد عبد الأعلى سبزواري (1328 ـ 1414 ه‍.ق.). - سيد علي اصغر خويي (1313 ـ 1402 هـ. ق.). - سيد علي أكبر طسوجي (متولد 1319 ه‍.ق.) - سيد محمد اشكوري (1320 ـ 1394 ه‍.ق.). - سيد صدرالدين كوه پايي اصفهاني | - كاظم دينوري (1323ـ1416 ه‍.ق.). - غلام حسين جعفري همداني (متولد 1325 ه‍.ق.). - محمدرضا مهدوي قمشه‌اي (متوفاي 1388 ه‍.ق.). - محمدتقي آملي (1304 ـ 1391ه‍.ق.). - سيد محمد نجفي بادكوبه‌اي (1314 ـ 1399 ه‍.ق.). فرزند گرامي‌اش. |